# Серото
Серото (англ. Seroto) — одна з місцевих громад, що розташована в районі Мохалес-Хук, Лесото. Населення місцевої громади у 2006 році становило 7 836 осіб.